# L'Ombrone
L'Ombrone fu un periodico amministrativo, letterario, commerciale, industriale ed agricolo della provincia di Grosseto.